# 石井常延
石井 常延（いしい つねのぶ）は、戦国時代から安土桃山時代にかけての武将。幕藩時代の佐賀藩主・鍋島家の外戚。藩祖・鍋島直茂の岳父であり、初代藩主勝茂の外祖父にあたる。もとは九州千葉氏及び龍造寺氏の重臣。肥前石井氏の嫡流家（宗家）である石井嫡男家・和泉守家の当主。肥前国佐嘉郡飯盛城主。石井和泉守忠清の嫡男。母は飯盛肥前守の娘。諱は忠常とも。

## 来歴
肥前国佐嘉郡飯盛城主・石井和泉守忠清の嫡男として生まれる。実母は飯盛肥前守の娘。継母は龍造寺家純の四女であることから、龍造寺隆信、鍋島直茂は義理の従弟にあたる。
長じて、肥前国小城郡主・千葉興常を烏帽子親として元服し、その偏諱を授けられて、「常延」と名乗った。正室は黒尾氏（蓮華院）。
享禄3年（1530年）の田手畷の戦いでは父・和泉守忠清とその弟たち、鍋島清久・清房父子と共に出陣し、赤熊の毛と鬼面を被った奇襲部隊を率い、龍造寺家兼隊を援護した。家兼隊の戦勝に貢献して以来、家兼・隆信2代にわたって家老格の重臣として仕えた。
学問に秀でた文人武将とされ、鍋島直茂が幼少の頃の学問の師であったといわれ、直茂は、しばしば常延の屋敷に夜学に通ったと伝わる。
次女・彦鶴（陽泰院）は、佐賀藩祖・鍋島直茂の正室となり、初代藩主・勝茂を生んだ。
天正8年（1580年）死去。享年77。
墓所は、現在の佐賀市本庄町鹿子の妙光山常照院にある。

## 親族
子は嫡男・刑部少輔常忠（龍造寺隆信の御馬廻衆）、長女・法性院（石井左衛門尉忠俊室）、次男・伊豆守賢次（忠張）、次女・彦鶴（鍋島直茂室）、三女・幸佑院（杉町備中守信房室）の二男三女がある。
孫には石井信易・信忠兄弟、石井茂成、鍋島勝茂の他、瑞光院（太田茂連室）、千鶴（多久安順室）、彦菊（諫早直孝室）らが、曾孫には、鍋島茂里・茂賢兄弟、市姫（上杉定勝室）、鍋島忠直・元茂・直澄・直弘・直朝・直長兄弟、諫早茂敬、鍋島茂歳、成富長利らがある。